# Cartes du poker
Les cartes du poker utilisées lors des parties jouées, sont celle d'un jeu de 52 cartes sans joker. L'usage préfère les cartes de style dit « américain » à deux index croisés au style « français » à quatre index. En plus du style et du dessin, les cartes peuvent se différencier par leur format, large ou étroit, et par leur technique de fabrication à base de carton ou de plastique. La manipulation des cartes au poker exige d'elles souplesse, endurance et visibilité : elles sont le plus souvent aperçues par les joueurs qui les plaquent sur le tapis en tordant un de leurs angles et il est indispensable qu'elles ne puissent porter aucun signe distinctif.

## Apparence
Deux formats de carte sont traditionnellement utilisés au poker :
- la taille poker ('wide size') : 2"1/2 x 3"1/2 soit 6,35 cm x 8,89 cm ;
- la taille bridge ('narrow size') : 2"1/4 x 3"1/2 soit 5,72 cm x 8,89 cm.

Les jeux amateurs proposent le plus souvent des cartes de taille poker, plus larges. Le format bridge est davantage utilisé en casino, dans les grands clubs de poker et lors des tournois importants.
Certaines cartes sont indexées aux quatre coins (notamment les COPAG) afin de faciliter l'aperçu des cartes par le joueur. Une majorité ont toutefois deux index en diagonale.
L'usage de cartes "accès universel" avec les couleurs trèfle affichées en vert et carreau en bleu sont de plus en plus utilisées en casino virtuel autant que dans les tournois. Pour le joueur n'ayant pas de problème de vue, ce type de jeu permet d'identifier plus facilement les couleurs, tout comme les caractères plus gros de l'index permettent de mieux identifier les mains fortes.

## Composition
Les cartes de poker sont faites de carton ou de plastique, recouvert d'un vernis dont la substance détermine le toucher de la carte. Il est très recommandé d'utiliser des cartes sur lesquelles il est impossible d'écrire ni de former quelque signe distinctif.
Carton
Les producteurs les plus célèbres en procédé "carton" sont :
- The US Playing Card Company avec les marques Bicycle (cartes), Bee (cartes), de format "poker"
- France Cartes avec les marques Ducale, Grimaud, Heron, de format "bridge"
- Kardwell avec Tally-Ho, de format "américain"

L'épaisseur et le vernis des cartes produites par The US Playing Card Company les rend très populaires auprès des joueurs de poker grâce à leur résistance, leur souplesse, leur résilience et leurs propriétés mécaniques.
Les cartes utilisées en casino sont par ailleurs marquées du motif ad hoc sur leur verso.
Plastique
Les marques les plus célèbres en procédé plastique sont Kem, Gemaco-Franck Lee et COPAG.
Réputées être les plus résistantes, leur composition d'acétate de cellulose et leur vernis les rend particulièrement résistantes aux pliages et aux marquages, aux dépens de la qualité de leur tenue en main.